# CBCテレビジョンのローカルニュース番組
CBCニュースは、カナダ全土にあるCBCテレビジョンの直営局（O&O）向けに、様々なローカルニュース番組を制作している。殆どの放送局では、ローカルニュースの運営に『CBCトロントニュース』などの標準的な地域タイトルが付けられている。ただし、カナダ北部及びCBCが歴史的にローカルニュースに強い特定の市場では、この命名規則にバリエーションがある（ニューファンドランドの『ヒア&ナウ（Here & Now）』、プリンスエドワード島の『コンパス』、CBCノースの『ノースビート（Northbeat）』など）。

## 概要
現在、殆どのCBC O&Oは、平日夕方に1時間または30分間のローカルニュース番組を制作している。さらに、殆どの放送局では、『ザ・ナショナル』に続いて、23:00に10～30分間に深夜のニュース番組を放送している。このスケジュールは、利用可能なリソースまたは地域の考慮事項に応じて、一部の放送局で異なる。ウィンザーのCBET-DTは、2015年10月にCBCのローカルニュース業務が刷新されるまで、17:30に90分間の夕方ニュース番組を放送していた（現在、17:59から30分間放送されている）一方、セントジョンズのCBNT-DTは以前、2015年10月までニューファンドランド時間17:30に『CBCニュース:ヒア&ナウ - アーリー・エディション（CBC News: Here & Now - Early Edition）』を放映し、ニューファンドランド時間18:00に1時間の『CBCニュース:ヒア&ナウ』が続く。
地元の夕方のニュース放送は3つの沿海州全てで制作されているが、この地域の深夜のニュース放送はハリファックスのCBHT-DTで1つ制作されている。同様に、カルガリーとエドモントンのアルバータ州の放送局は独自の夕方のニュース番組を制作しているが、エドモントンではCBXT-DTで1つの深夜の地方ニュース番組が制作されている。
カナダ北部の特殊な状況とニーズにより、その地域ではCBCノースによって2つのローカルテレビニュース番組が放映されている。30分間の『CBCニュース:ノースビート』（中部時間17:00/東部時間18:00）は、英語といくつかのアボリジニの言語（英語字幕付き）でローカルニュースを特集している。これに続いて、イヌクティトゥット語の『Igalaaq』（ᐃᒐᓛᖅ、「窓」の意）の30分間のニュース放送が続く。CBCノースは独自の深夜ニュース放送を行っておらず、代わりに『CBCエドモントンニュース』を同時放送している。
2011年まで、バンクーバーのCBUT-DTは週末のニュース番組を制作する唯一のCBC O&Oであり、土曜日夜22:30（『ホッケー・ナイト・イン・カナダ』の後）と日曜日23:00に30分間の番組を放送していた。同年10月15日、CBLTは土曜日に18:00の30分間のニュース番組を追加し、日曜日の22:55に10分間のニュース放送を追加した。カルガリーのCBRT-DTもCBUTとCBLTに加わり、2011年秋に週末のローカルニュース番組を放送し、セントジョンズのCBNT-DTは、CBCのラジオ、テレビ、インターネットサービスのサービスを受けていないか十分にサービスを受けていないカナダの600万世帯へのサービスを改善するというCBCによる5年間の戦略の一環として、2012年春に地元の週末のニュース番組を開始した。
2013年9月2日、ウィンザーのCBETは、夕方のニュース放送を17:30から19:00までの90分間に拡大し、23:00のニュース放送は、当時、同局が独自の夕方・深夜の両方のニュース番組を放送する他の市場の殆どのCBC O&Oとは異なり、CBLTのニュース放送に置き換えられた。アシャ・トムリンソンは、スーザン・ペドラー（Susan Pedler）の出産休暇中にアンカーになったアマンダ・ファーガソン（Amanda Ferguson）に代わって、拡大されたニュース放送のアンカーになった。

## 歴史
2000年秋まで、CBCの各放送局は、CBUTの『ブロードキャスト・ワン（Broadcast One）』、ウィニペグのCBWTの『24アワーズ（24 Hours）』、トロントのCBLTの『CBCイブニングニュース（CBC Evening News）』、シャーロットタウンのCBCTの『コンパス』、CBNTの『ヒア&ナウ（Here & Now）』など、様々なタイトルでローカルニュース番組を制作した。これらは通常、現地時間の18:00、ニューファンドランド時間18:30に放送される1時間の放送だった。多くの場合、『ニュースファイナル（Newsfinal）』というタイトルの30分遅れのローカルニュース放送も、殆どの市場で23:30（現地時間/翌0:00）に放映された。後期のニュース放送は、『プライムタイムニュース』の時代に一時的に終了され、1990年代半ばに再開され、2000年に再び終了された。
2000年初頭、CBCは（ロバート・ラビノビッチ会長の下で）、民間の競合他社の支配により、これらの番組が不要になったと考えたため、カナダ北部を除く地域のニュース番組を廃止する計画を発表した。地元のニュース放送は、限られた地元の挿入物を持つ全国的な夕食の時間番組に置き換えられることになった。この計画、特にニューファンドランド・ラブラドール、プリンスエドワード島でのCBCの高視聴率のニュース番組に例外が設けられないという事実は、国中で抗議を引き起こし、これらの2つの市場で最も強くなった。
妥協案として、CBCニュースは、バンクーバーでイアン・ハノマンシングがホストを務める30分間の全国ニュース放送と、それに続く30分間のローカルニュース放送で構成された北部以外の18:00のニュース放送の代わりとして、『カナダ・ナウ』を導入した。PEIのニュース放送は比較的強いままだったが（島で制作された唯一のニュース放送だったため）、視聴率は全面的に低下し、ニューファンドランドで最も劇的に低下し、CBNTのローカルニュースの視聴率は2000年～2004年の間に50%以上減少した。
2005年までに、CBCはこの戦略を再考することを決定し、同年11月7日に1時間の『ヒア&ナウ』ニュース放送が再開されたCBNTを皮切りに、特定の放送局で再びローカルニュースを拡大し始めた。他の殆どの市場では、2006年初めにローカルニュースが18:00の時間枠に戻り、主に『CBC News at Six』というバナーが付けられたが、これらは30分間のニュース放送のままだった（『カナダ・ナウ』は、18:30に別の30分間の全国ニュース放送として保持され、ブリティッシュコロンビア州内で放映された統合されたローカル/全国ニュース放送のタイトルも保持された）。
モントリオールのアンカーであるデニス・トルドー（Dennis Trudeau）は、『CBC News at Six』の開始直前に引退し、長年にわたって地域のニュース放送のホストを務めてきた。
2006年11月10日、ジャネット・スチュワートが2007年1月から始まるCBCウィニペグの『News at Six』のホストを務めることが明らかになった。スチュワートは、ライバルであるCKY-TVの人気キャスターであり、『News at Six』への彼女の移籍は、地元メディアの多くを驚かせた。
2006年11月30日、ローカルニュースの再活性化に重点を置く一環として、『CBC News at Six』が2007年2月に1時間に拡大され、全国番組『カナダ・ナウ』が終了することが発表された（ただし、同タイトルはCBUTのローカルニュース放送用に一時的に保持されていた）。
2007年夏、CBCニュースのバンクーバーでの運営は、地元のCBCラジオ、テレビ、オンラインサービスのスタッフを集めて、「市民ジャーナリズム（civic journalism）」と呼ばれる概念を採用したインタラクティブなローカルニュース番組を制作するための実験的なニュース番組のテストサイトになった。成功すれば、この形式は3年間にわたって全国の『CBC News at Six』番組に徐々に適用されることになっていた。元『カナダ・ナウ』アンカーのイアン・ハノマンシングは、グロリア・マカレンコと並んで、CBUTの新しいバンクーバー番組の共同ホストに再割り当てされた（その後、ハノマンシングはリポーター兼代替アンカーとして『ザ・ナショナル』に再割り当てされ、バンクーバーではベテランアンカーのトニー・パーソンズに取って代わられた）。
2009年7月、CBCはローカルニュース番組を再び 90 分に拡大し、上記の例外を除いて、殆どの放送局で現地時間の17:00から18:30まで放送された（これにより、CBCは19:00に『ホイール・オブ・フォーチュン』と『ジェパディ!』を配信できるようになり、多くの市場で対応する同時代替特権が付与され、以前は19:00の時間帯だった『コロネーション・ストリート』が18:30に先行した。）。これに続いて、同年10月26日に、殆どの CBC加盟局で、『ザ・ナショナル』に続く10分間の短信で深夜のローカルニュースが復活した。同日までは、CBUTだけが23:00の短い『ザ・ナショナル』のローカルニュース番組を放送していた。同月、FOXのアニメシリーズ『ザ・シンプソンズ』の再放送がCBCで178ヶ月（14年10ヶ月）放送されなくなった。
2012年9月17日、CBCの後半のローカルニュース番組が、カルガリー、エドモントン、沿海州、モントリオール、オタワ、トロント、バンクーバーなどの主要市場で30分間に拡大された。現在、CBC加盟局の大半は、週末にローカルまたは地域のニュース番組も放送している。
2014年12月、CBCは、2015～2016年のテレビシーズンの時点で有効になったローカルニュース運用の変更を発表した。90分の夕方ニュース放送は60分間または30分間に短縮され、シャーロットタウン、ハリファックス、セントジョンズ、オタワ、トロント、バンクーバー、ウィニペグは1時間のニュース放送に短縮され、カルガリー、エドモントン、フレデリクトン、モントリオール、レジャイナ、ウィンザーは30分間に短縮された。CBCノースでは、『ノースビート』とイヌクティトゥット語の『Igalaaq』がそれぞれ30分間放送される。また、午後とプライムタイムにローカルの正時のニュース更新を放送し始め、CBCノースを除いて、現地時間6:00にローカルCBCラジオ・ワンの朝の番組の同時放送を放送した。この変更は、ニュース出力のデジタル及びモバイルプラットフォームへの移行の一環として行われたものであり、「総合的な4つのプラットフォームによるローカルニュースサービスを1日及びオンデマンドで」構築し、夕方のニュース放送にあまり重点を置かないようにしたいという要望もあった。
2020年3月18日、カナダでの新型コロナウイルス感染症（COVID-19）のパンデミックを受けて、CBCは全てのローカルニュース放送を休止し、CBCニュースネットワークの同時放送に置き換えた。CBCは従業員メモの中で、カナダ放送センター（2019年現在、地元のニュース番組の制作管理室の運用は、トロントに拠点を置く施設に集中している）のスタッフ不足と「より厳格なニュース収集プロトコル」が要因であると述べ、ローリング報道の「コアニュース提供」としてCBCニュースネットワークに全てのローカルリソースをプールするためにこれが行われたことを公表した（これには、1日を通して登場するCBCのローカルアンカーが含まれる）。これにより、『ノースビート』と『Igalaaq』の放送を続けていた CBCノースが再び除外された。一部のCBC地域では、デジタルプラットフォームで短いニュースコーナーを引き続き制作した。この決定は、特にCBCがニュース番組の唯一のローカルソースである市場（PEIなど、デニス・キング州首相からの苦情を引き起こした）において、パンデミックの影響に関するローカル報道の量を減らしているという批判に直面した。
3月24日、CBCは、3月25日から始まる「CBCニュースネットワークでの30分間の拡大されたローカルニュースコーナー」を含むローカルニュース放送の復活を開始し、「専用のローカル番組をすべてメインネットワークに戻すためにあらゆる努力をする」という目標を掲げたと発表した。

## 番組詳細
CBCの地域ニュース番組の大半の時間は、17:59～18:30または19:00、及び23:00～23:10または23:30であり、タイトルは、特に指定がない限り、上記の標準命名規則に従う。詳細については、各局のページを参照のこと。
- カルガリー
- シャーロットタウン
- エドモントン
- フレデリクトン
- ハリファックス
- モントリオール
- オタワ
- レジャイナ
- セントジョンズ
- トロント
- バンクーバー
- ウィンザー
- ウィニペグ
- CBCノース